# Jason Young (lekkoatleta)
Jason Young (ur. 27 maja 1981) – amerykański lekkoatleta, dyskobol. Olimpijczyk.
W maju 2017 został ukarany czteroletnim zawieszeniem za stosowanie niedozwolonych środków dopingujących (biegnącym od 17 listopada 2016) oraz anulowaniem wszystkich wyników osiągniętych przez niego od 24 stycznia 2013.

## Osiągnięcia
- złoty medal młodzieżowych mistrzostw NACAC (San Antonio 2002)[2][3]
- medalista mistrzostw NCAA[4] oraz mistrzostw USA[5]
- 5. miejsce w zawodach pucharu interkontynentalnego (Split 2010)

## Rekordy życiowe
- rzut dyskiem – 69,90 (2010)